# Calydna fissilis
Calydna fissilis är en fjärilsart som beskrevs av Hans Ferdinand Emil Julius Stichel 1929. Calydna fissilis ingår i släktet Calydna och familjen Riodinidae. Inga underarter finns listade i Catalogue of Life.